# Wikariat Matosinhos
Wikariat Matosinhos − jeden z 22 wikariatów diecezji Porto, składający się z 12 parafii:
- Parafia św. Piotra w Araújo
- Parafia św. Jakuba w Custóias
- Parafia św. Marcina w Guifões
- Parafia Boskiego Zbawiciela w Lavra
- Parafia św. Michała Archanioła w Leça da Palmeira
- Parafia Najświętszej Maryi Panny w Leça do Balio
- Parafia Najświętszego Zbawiciela w Matosinhos
- Parafia Pana Jezusa w Padrão da Légua
- Parafia św. Mammeda w Perafita
- Parafia Świętego Krzyża w Santa Cruz do Bispo
- Parafia św. Mammeda w São Mamede de Infesta
- Parafia Najświętszej Maryi Panny w Senhora da Hora